# Texas Rangers (polismyndighet)

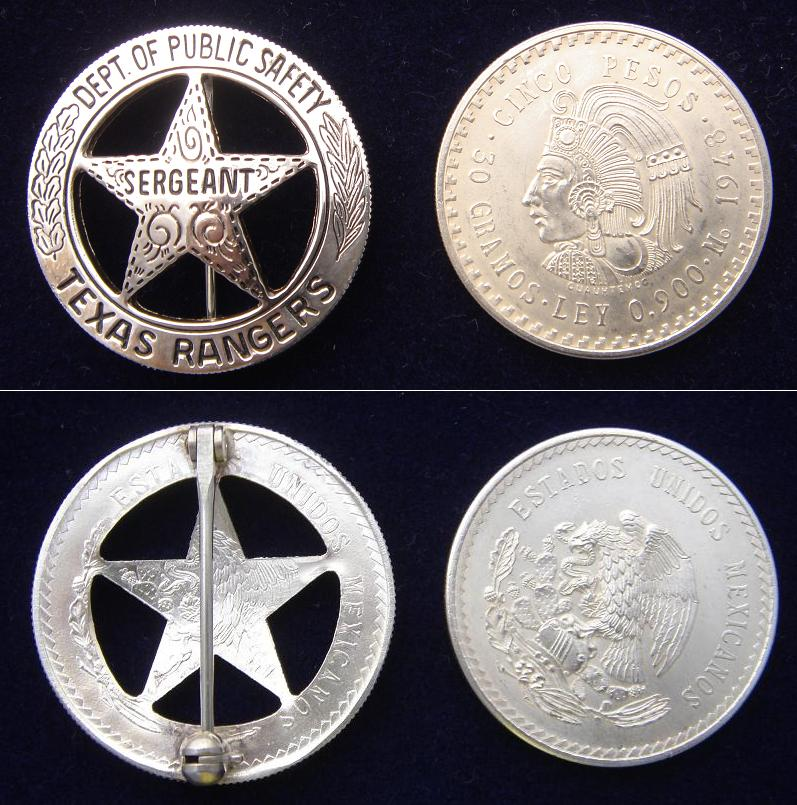
Modern polisbricka för Texas Ranger (till vänster) och ett mexikanskt fem peso silvermynt (till höger), som traditionellt används för att tillverka polisbrickan.

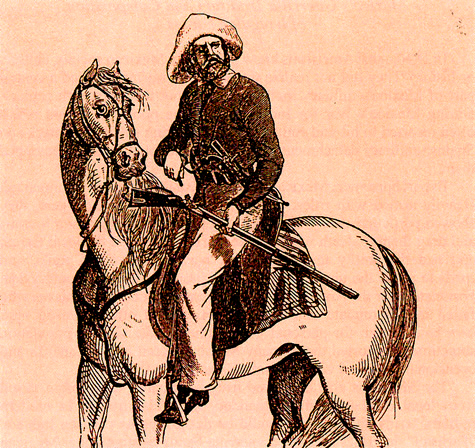
Texas Ranger 1846.

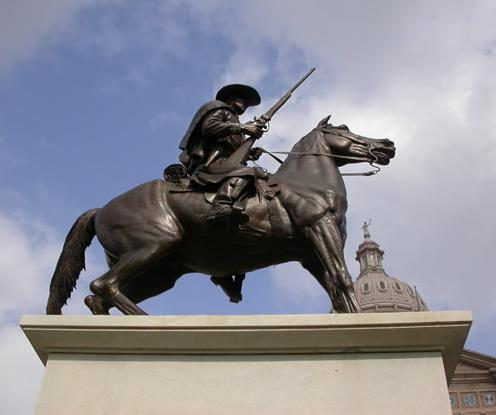
Texas Ranger monument

Texas Rangers är ett delstatligt polisorgan i Texas. Den är organiserad som en särskild avdelning inom Texas Department of Public Safety, dvs delstatens polis- och säkerhetsdepartementet.

## Historia
Texas Rangers historia går tillbaka till 1823, redan innan Texas utropade sig till självständig republik 1836. Under republiktiden utgjorde rangerkåren en paramilitär gränsjägarstyrka. Under rekonstruktionstiden ersattes Rangers av en uniformerad statspolis 1870-73, som såg till att den afro-amerikanska befolkningens rättigheter upprätthölls. Efter rekonstruktionstiden återupprättades Texas Rangers som en civil statspolismyndighet och användes för att beröva afro-amerikaner och mexikaner deras medborgerliga rättigheter. Under det Mexikanska gränskriget genomförde Rangers en etnisk rensning av Rio Grandes dalgång, genom att mörda cirka 5 000 spansktalande vilka bodde på land som engelsktalande investerare eftertraktade. När Texas Department of Public Safety bildades 1935 överfördes Texas Rangers dit efter att tidigare ha lytt under delstatens militärdepartement. Texas Rangers är USA:s äldsta delstatliga polismyndighet.

## Uppdrag
Idag ansvarar Texas Rangers för speciellt svåra brottmålsutredningar, till stöd för federala, delstatliga och lokala polismyndigheter. De har dessutom som särskilt uppdrag att efterspana förrymda brottslingar och skydda liv och egendom samt utreda myndighetskorruption.

## Personal
Det finns 134 Texas Rangers. De har tjänstegraderna Senior Captain (chef), Captain, Lieutenant och Sergeant (vilken är den lägsta graden). Dessutom har Texas Rangers 26 civilanställda. För att bli Texas Ranger krävs att vederbörande är anställd som polis vid Texas Department of Public Safety och har minst åtta års polistjänst vid departementet eller vid annan polismyndighet. Sökande måste genomgå ett antagningsprov och det slutliga urvalet görs efter en intervju med en anställningsnämnd. Det brukar finnas tvåhundra sökande för ett par lediga tjänster.

## Organisation
Organisationen den 1 januari 2008.
- Högkvarter, Austin - Chef, Stf chef, 1 Captain, 1 Lieutenant
- Company "A", Houston - 1 Captain, 2 Lieutenant (Houston-Huntsville), 18 Ranger Sergeant
- Company "B", Garland - 1 Captain, 2 Lieutenant (Garland-Tyler), 17 Ranger Sergeant
- Company "C", Lubbock - Captain, 2 Lieutenant (Lubbock-Amarillo), 14 Ranger Sergeant
- Company "D", San Antonio - 1 Captain, 2 Lieutenant (San Antonio-Corpus Christi), 14 Ranger Sergeant
- Company "E", Midland - 1 Captain, 2 Lieutenant (Midland-San Angelo), 15 Ranger Sergeant
- Company "F", Waco - 1 Captain, 2 Lieutenant (Waco-Austin), 20 Ranger Sergeant
- Company "G", McAllen - 1 Captain, 2 Lieutenant (McAllen-Laredo), 11 Ranger Sergeant

## Populärkultur
Inom kiosklitteratur och film finns åtskilliga Texas Rangers, som böcker om Walt Slade och Morgan Kane och TV-serien Walker, Texas Ranger.